# Parijs-Roubaix 1903
De 8e editie van de wielerwedstrijd Parijs-Roubaix werd gereden op 11 april 1903. De wedstrijd was 268 km lang. Van al de deelnemers wisten er 27 de eindstreep te halen. De wedstrijd werd gewonnen door Hippolyte Aucouturier.

## Uitslag
| Plaats  | Naam                  | Tijd      |
| ------- | --------------------- | --------- |
| Winnaar | Hippolyte Aucouturier | 9u12’30”  |
| 2       | Claude Chapperon      | +2”       |
| 3       | Louis Trousselier     | +39”      |
| 4       | Edouard Wattelier     | +1’02”    |
| 5       | Georges Lorgeou       | +28’30”   |
| 6       | Jean Fischer          | +39’30”   |
| 7       | Georges Pasquier      | +42’30”   |
| 8       | Paul Trippier         | +47’30”   |
| 9       | Léon Georget          | +55’30”   |
| 10      | Oscar Lepoutre        | +1’00’30” |

1896 · 
1897 · 
1898 · 
1899 · 
1900 · 
1901 · 
1902 · 
1903 · 
1904 · 
1905 · 
1906 · 
1907 · 
1908 · 
1909 · 
1910 · 
1911 · 
1912 · 
1913 · 
1914 · 
1915 · 
1916 · 
1917 · 
1918 · 
1919 · 
1920 · 
1921 · 
1922 · 
1923 · 
1924 · 
1925 · 
1926 · 
1927 · 
1928 · 
1929 · 
1930 · 
1931 · 
1932 · 
1933 · 
1934 · 
1935 · 
1936 · 
1937 · 
1938 · 
1939 · 
1940 · 
1941 · 
1942 · 
1943 · 
1944 · 
1945 · 
1946 · 
1947 · 
1948 · 
1949 · 
1950 · 
1951 · 
1952 · 
1953 · 
1954 · 
1955 · 
1956 · 
1957 · 
1958 · 
1959 · 
1960 · 
1961 · 
1962 · 
1963 · 
1964 · 
1965 · 
1966 · 
1967 · 
1968 · 
1969 · 
1970 · 
1971 · 
1972 · 
1973 · 
1974 · 
1975 · 
1976 · 
1977 · 
1978 · 
1979 · 
1980 · 
1981 · 
1982 · 
1983 · 
1984 · 
1985 · 
1986 · 
1987 · 
1988 · 
1989 · 
1990 · 
1991 · 
1992 · 
1993 · 
1994 · 
1995 · 
1996 · 
1997 · 
1998 · 
1999 · 
2000 · 
2001 · 
2002 · 
2003 · 
2004 · 
2005 · 
2006 · 
2007 · 
2008 · 
2009 · 
2010 · 
2011 ·
2012 · 
2013 ·
2014 ·
2015 ·
2016 ·
2017 ·
2018 ·
2019 ·
2020 · 
2021 · 
2022 · 
2023 · 
2024 · 
2025